# Peter Francis (Szenenbildner)
Peter William Francis (* 1965 in Holderness, Yorkshire) ist ein britischer Szenenbildner und Artdirector.

## Leben
Peter Francis begann seine filmische Karriere als Assistent bei Filmen wie The Rainbow Thief (1990) und Alien 3 (1992). Als Setdesigner war er auch an Filmen wie Mary Shelley’s Frankenstein (1994) und Titanic (1995)  beteiligt, oft ohne im Abspann genannt zu werden. Für seine Arbeit an James Bond 007: Casino Royale erhielt er zusammen mit anderen Szenenbildnern den Art Directors Guild Award, für den er bereits 2002 (Harry Potter und der Stein der Weisen) und 2006 (Batman Begins) nominiert war.
Als Szenenbildner war er ab 2013 verantwortlich für Sets bei Filmen wie King Lear (2018) und Rocketman (2019). Für das Szenenbild von The Father erhielt er bei der Oscarverleihung 2021 eine Nominierung zusammen mit Cathy Featherstone. Das Besondere am Set war die Umsetzung einer Wohnung eines Demenzerkrankten, so dass der Zuschauer ähnliche Gefühle erlebt, wie der Protagonist. Das Set wurde dabei beengt und abgeschlossen erdacht, wie es in dem Theaterstück, auf dem der Film basiert, ist. Dazu wurden mehrere Ein- und Ausgänge verwendet, die den Zuschauer verwirren sollten. Auch wurden die Zimmer zwischen den einzelnen Szenen zum Teil umdekoriert und umgestellt.